# Lake Mills (Wisconsin)
Pour les articles homonymes, voir Lake Mills.
Lake Mills est une ville américaine située dans le comté de Jefferson, au Wisconsin. Selon le recensement de 2010, sa population est de 5 708 habitants.